# John Abizaid

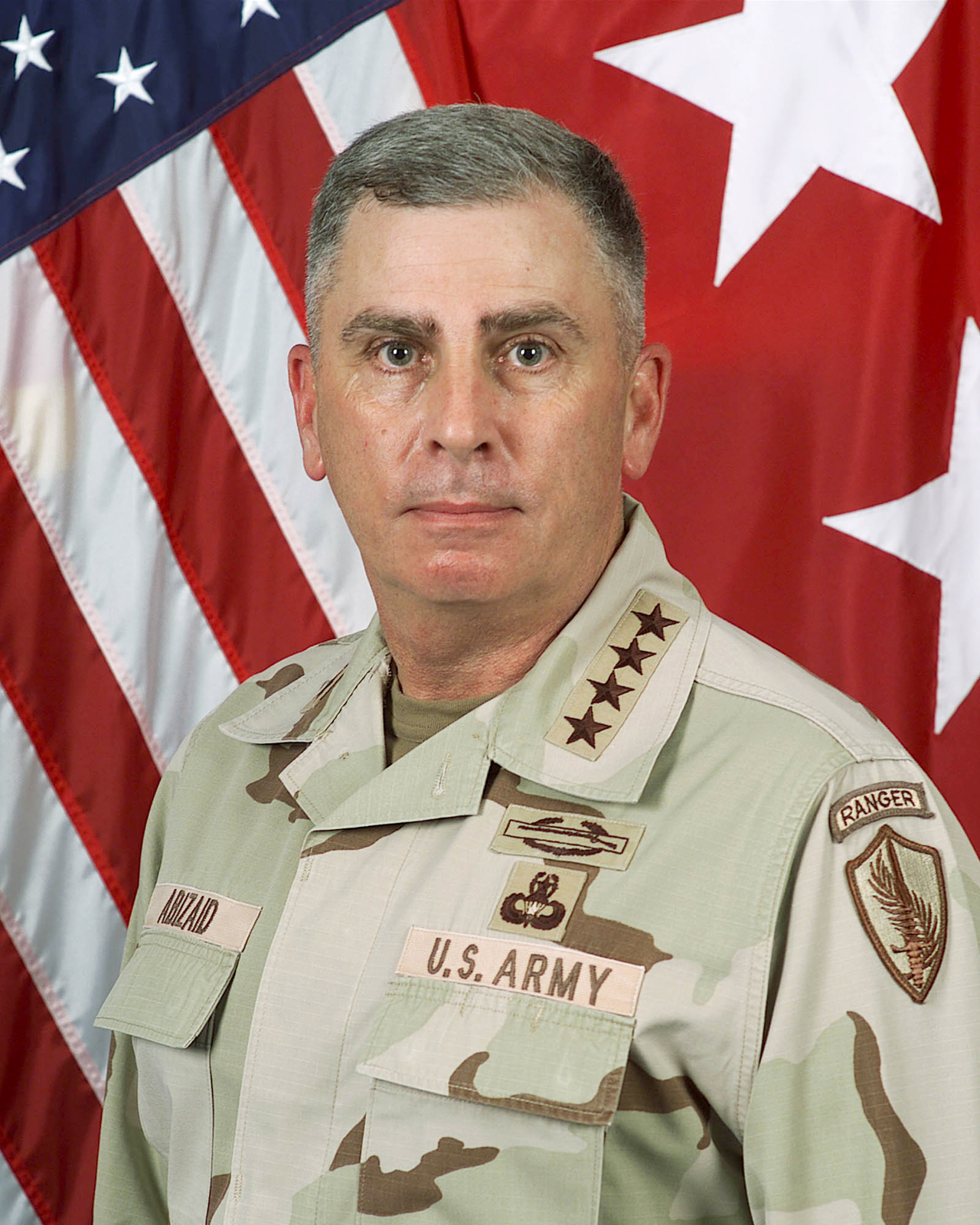
General John Abizaid

John Philip Abizaid (* 1. April 1951 in Coleville, Kalifornien) ist ein ehemaliger General der US Army und war von Juli 2003 bis März 2007 Kommandeur des US Central Command (CENTCOM), zuständig für US-amerikanische Militäroperationen in 25 Ländern im Nahen Osten in der Region zwischen dem Horn von Afrika und Zentralasien und damit Befehlshaber über 250.000 US-Soldaten. Abizaid wurde am 16. März 2007 von Admiral William J. Fallon abgelöst und trat am 1. Mai desselben Jahres, nach 34 Dienstjahren, in den Ruhestand.

## Militärische Laufbahn

### Ausbildung und erste Verwendungen
Der Sohn eines christlichen Libanesen und einer amerikanischen Mutter graduierte 1973 an der US Military Academy in West Point und bekam dort den Spitznamen „der verrückte Araber“ (the mad Arab). Er absolvierte ebenso das US Army War College und das Hoover-Institut der Stanford University. Abizaid hat einen Master of Arts der Harvard University in Orientalistik und einen Abschluss der Universität von Jordanien in Amman.

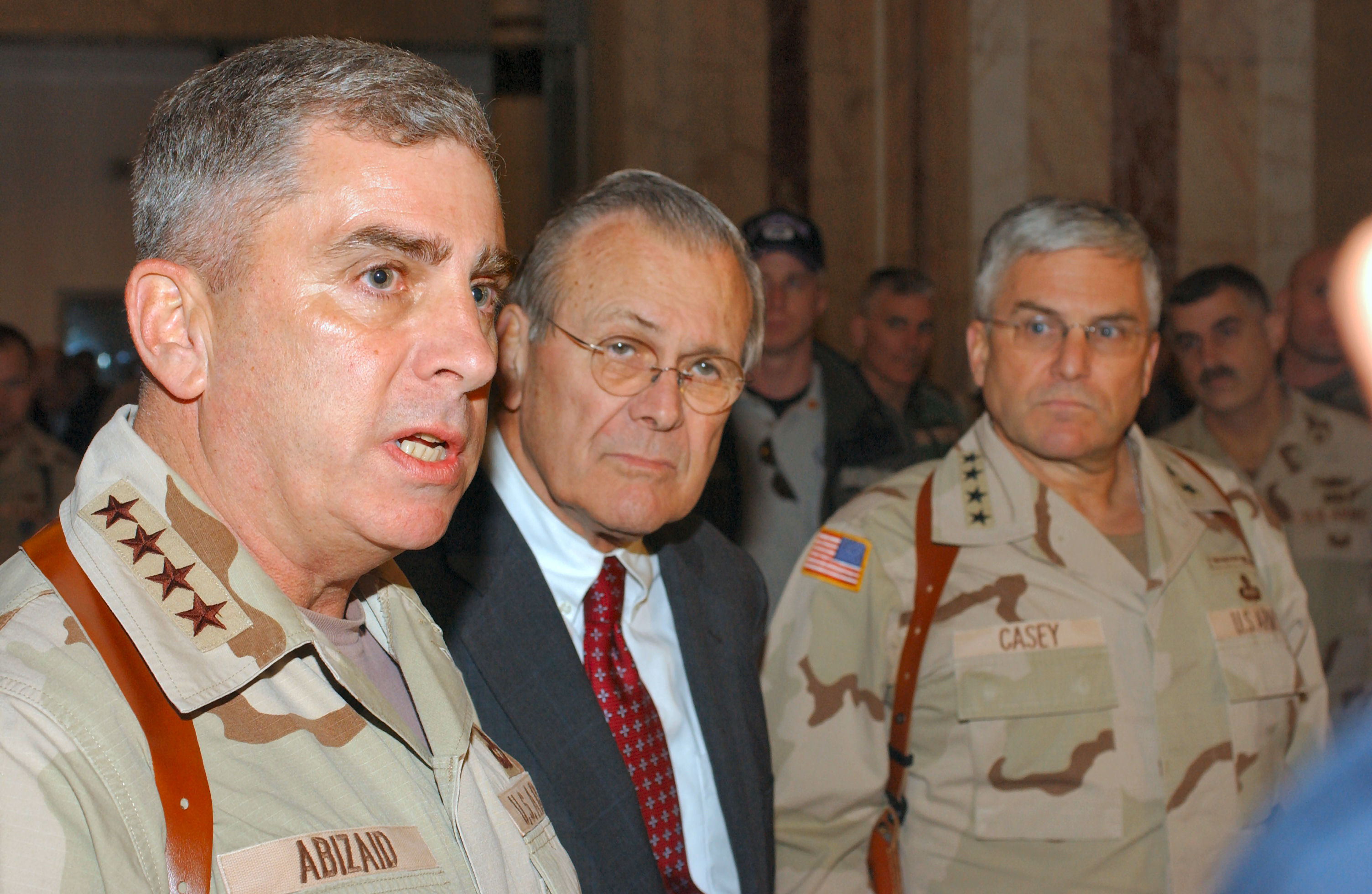
General Abizaid, Verteidigungsminister Rumsfeld und Kommandeur der Multi-National Force Iraq Gen. Casey

Abizaid wurde als Fallschirmjäger und Army Ranger ausgebildet. 1983 kommandierte er während der Operation Urgent Fury auf Grenada eine Kompanie der Rangers im Gefecht. Während dieses Kampfes schickte er erfolgreich, aber völlig unüblich, einen Bulldozer gegen eine kubanische Stellung. Dieses Ereignis belegt die Ansicht, dass er einer neuen militärischen Führungsgeneration angehört, die willens ist, neue Aufgaben mit neuen Methoden anzugehen und traditionellen Doktrinen zu entsagen.
Während des Zweiten Golfkrieges, 1991, kommandierte er die 3. Kompanie des 325 Airborne Battalion Combat Team im Nord-Irak, um die Kurden vor irakischen Übergriffen zu schützen (Operation Provide Comfort).

### Dienst als Stabsoffizier
Ende der 1990er kommandierte er das 504. Fallschirmjägerinfanterieregiment der 82. US-Luftlandedivision und später die 1. US-Panzerdivision in Bosnien und Herzegowina. Nachdem er der 66. Kommandeur der US Military Academy in West Point war, wurde ihm die 1. US-Infanteriedivision (The Big Red One) in Würzburg unterstellt. In dieser Position führte er auch 1999, während des Kosovokrieges, die ersten US-amerikanischen Bodentruppen ins Kosovo. Bevor ihm am 7. Juli 2003 das United States Central Command (CENTCOM), das zuständige US-Regionalkommando für den Nahen Osten, unterstellt wurde und er damit General Tommy R. Franks ablöste, diente er als stellvertretender Kommandeur der Koalitionstruppen während der Operation Iraqi Freedom, der Invasion des Iraks im März 2003.
Im Dezember 2006 wurde bekannt, dass Abizaid im Frühjahr 2007 das Kommando über CENTCOM abgeben und in den Ruhestand gehen sollte. Damit diente er länger als der Durchschnitt, 3 Jahre, auf diesem Posten und war seit den Anfängen des Irak-Krieges für die regionale US-Strategie verantwortlich. Wer ihm nachfolgen sollte, wurde unter dem Aspekt, dass US-Präsident George W. Bush im Dezember 2006 bereits US-Verteidigungsminister Donald Rumsfeld durch Robert Gates ersetzte, mit Aufmerksamkeit verfolgt. Als aussichtsreiche Kandidaten für den Posten galten George W. Casey, Jr., der die Multi-National Force Iraq kommandierte, und David Petraeus, der die 101. US-Luftlandedivision während der Invasion des Iraks kommandiert hatte.

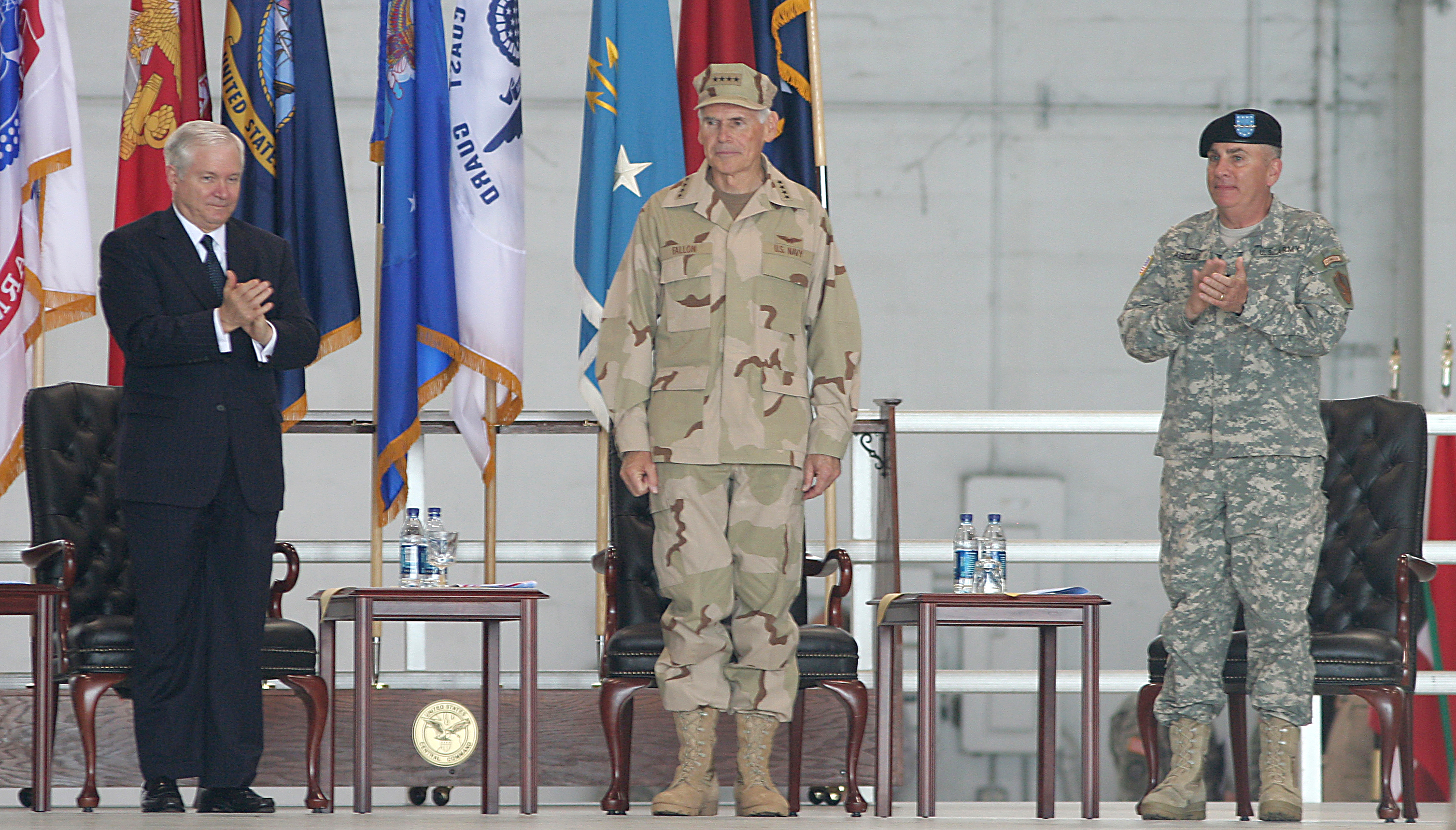
US-Verteidigungsminister Gates, Adm. Fallon und Abizaid, 2007.

Im Januar 2007 wurde dann bekannt, dass Petraeus, anders als vermutet, Casey auf den Posten des Kommandeurs der Multi-National Force Iraq folgt, wobei Casey selbst zurück nach Washington, D.C. versetzt wurde, um dort den Posten des Chief of Staff of the Army zu übernehmen. Am 16. März 2007 übergab Abizaid das Kommando an Admiral William J. Fallon, dem vormaligen Kommandeur des US Pacific Command, und trat selbst in den Ruhestand.
General Abizaid wurde von der Arabisch-Amerikanischen Gemeinde und Bürgerrechtsgruppen für seine starke Unterstützung arabisch-stämmiger US-Soldaten gelobt. Nach der Pensionierung des Supreme Allied Commander Europe, NATO-General George A. Joulwan, war Abizaid der ranghöchste Offizier der US-Streitkräfte direkter arabischer Abstammung. Abizaid wurde wie Joulwan als Kind einer christlich-libanesisch stämmigen Familie in den Vereinigten Staaten geboren. Er spricht daher, neben seiner Muttersprache Englisch fließend Arabisch. Er ist verheiratet und hat drei Kinder.

### Nach der Pensionierung
Nach seiner Pensionierung übernahm Abizaid den Vorsitz des Combating Terrorism Center an der US Military Academy in West Point. Zudem ist er Mitglied des Hoover Instituts an der Stanford University und arbeitet am Preventative Defense Project der Stanford University und Kennedy School of Government der Harvard University mit.
Abizaid ist Mitglied des Council on Foreign Relations und des International Institute for Strategic Studies. Außerdem ist er Direktor der George Olmsted Foundation. Über seine Beratungsfirma, JPA Partners LLC, berät Abizaid kleine Wirtschaftsunternehmen. Er agiert zudem als Mitglied in den Vorständen von United Services Automobile Association (USAA) und RPM International.

## Auszeichnungen
Auswahl der Dekorationen, sortiert in Anlehnung der Order of Precedence of Military Awards:
- Defense Distinguished Service Medal (3 ×)
- Army Distinguished Service Medal
- Defense Superior Service Medal
- Legion of Merit (2 ×)
- Bronze Star
- Defense Meritorious Service Medal
- Meritorious Service Medal (4 ×)
- Army Commendation Medal (3 ×)
- Army Achievement Medal
- National Defense Service Medal (2 ×)
- Southwest Asia Service Medal (2 ×)
- Kosovo Campaign Medal (2 ×)
- Armed Forces Service Medal
- NATO-Medaille für den Einsatz in Jugoslawien
- Ehrenzeichen der Bundeswehr in Gold
- Offizier des Ordens von Australien[8]